# PGC 1594319
LEDA/PGC 1594319 ist eine Galaxie im Sternbild Herkules am Nordsternhimmel. Sie ist schätzungsweise 2,1 Milliarden Lichtjahre von der Milchstraße entfernt und hat einen Durchmesser von etwa 165.000 Lichtjahren. Vom Sonnensystem aus entfernt sich das Objekt mit einer errechneten Radialgeschwindigkeit von näherungsweise 46.800 Kilometern pro Sekunde.
Im selben Himmelsareal befinden sich unter anderem die Galaxien NGC 6099, PGC 57692, PGC 57693, PGC 1590191.